# Lareiga pensa
Lareiga pensa är en stekelart som först beskrevs av Tosquinet 1903.  Lareiga pensa ingår i släktet Lareiga och familjen brokparasitsteklar. Inga underarter finns listade i Catalogue of Life.